# Fondation Princesse Charlène de Monaco
Fondation Princesse Charlène de Monaco – monakijska fundacja charytatywna założona w 2012 roku przez Charlene, księżną Monako, zajmująca się promowaniem zasad bezpiecznego zachowania w wodzie i nauką udzielania pierwszej pomocy przedmedycznej.
Albert II, książę Monako jest wiceprezydentem fundacji.

## Historia
W ciągu pierwszych lat istnienia fundacji Charlene skupiła się na promowaniu wśród dzieci i dorosłych zasad bezpiecznego zachowania w wodzie oraz technik udzielania pierwszej pomocy tonącym. Trzy sztandarowe programy organizacji to Learn to Swim, Water Safety i Sport & Education.
Od 2013 roku pod patronatem fundacji i tenisisty Novaka Djokovicia organizowane są Friendship Games w różnych miastach Serbii. W przedsięwzięciu biorą udział dzieci, pochodzące z rodzin z kłopotami socjalnymi. Program gier umożliwia im naukę bezpiecznych zachowań w wodzie, stosowania zasad fair play oraz poznanie innych kultur.
W 2014 miała miejsce pierwsza edycja Princess Charlene Rally, wyścigu kolarskiego, z którego dochód wspiera działalność organizacji
Na przełomie września i października 2014 pod patronatem fundacji zorganizowano w Tanzanii Future Leaders in Lifesaving, dwutygodniowy trening dla młodzieży z zasad udzielania pierwszej pomocy ofiarom wypadków w wodzie.
W listopadzie 2014 za sprawą księżnej otwarto Monakijskie Wodne Centrum Ratunkowe.
W kwietniu 2015 fundacja księżnej Charlene we współpracy z Monakijską Federacją Rugby zorganizowała pierwszą edycję Saint Devote Rugby Challenge na Stadionie Księcia Ludwika II. W drużynowych zawodach biorą udział dzieci poniżej dwunastego roku życia z różnych państw.
W listopadzie 2015 w Malezji odbyła się Światowa Konferencja Zapobiegania Utonięciu, którą zorganizowała fundacja, Live Saving Society Malaysia i Royal Life Saving Society Australia.
11 maja 2016 w Los Angeles księżna otworzyła amerykańską filię swojej fundacji.
W czerwcu 2016 Charlene zorganizowała w Monako Światowy Dzień Bezpieczeństwa w Wodzie.
Od 2017 odbywa się Riviera Water Bike Challenge, z którego dochód wspiera działalność fundacji. Trasa wyścigu rozpoczyna się w Nicei, a kończy w Monakijskim Klubie Jachtowym.
26 lipca 2017 księżna Monako została ogłoszona patronem organizacji Lifesaving South Africa.
Charlene w ramach swojej działalności odbywa wiele podróży zagranicznych, osobiście uczy dzieci pływania, bezpiecznego zachowania w wodzie i prowadzi kursy pierwszej pomocy. Udaje się do miejsc, w których budowę zaangażowana jest fundacja. Występuje w czasie światowych konferencji, dotyczących utonięć. Promuje współpracę pomiędzy Księstwem Monako a Republiką Południowej Afryki i organizuje wymiany młodzieżowe pomiędzy tymi państwami.
Z Fundacją Księżnej Charlene współpracuje wielu sportowców, między innymi:
- Yannick Agnel, pływak[17];
- Alexandre Bilodeau, narciarz[18];
- Jenson Button, kierowca rajdowy[19];
- Charles Leclerc, kierowca Formuły 1[20];
- Novak Đoković, tenisista[21];
- Pierre Frolla, nurek[22];
- Nic Lamb, surfer[23];
- Greg Louganis, nurek[24];
- Bjørn Maaseide, siatkarz plażowy[25];
- Jamie Mitchell[26];
- Ryk Neethling, pływak[27];
- Terence Parkin, pływak[28];
- Bruno Senna, kierowca rajdowy[29];
- Aksel Lund Svindal, narciarz[30];
- Dara Torres, pływaczka[31];
- Franziska van Almsick, pływaczka[32].